# Gedea liangweii
Espèce
Gedea liangweii est une espèce d'araignées aranéomorphes de la famille des Salticidae.

## Distribution
Cette espèce est endémique de Hainan en Chine. Elle se rencontre dans le xian de Ledong et à Wuzhishan.

## Description
Le mâle holotype mesure 3,26 mm et la femelle paratype 3,73 mm.

## Systématique et taxinomie
Cette espèce a été décrite par Wang et Li en 2023.

## Étymologie
Cette espèce est nommée en l'honneur de Liang Wei.

## Publication originale
- Wang & Li, 2023 : « Notes on twelve species of jumping spiders from Hainan Island, China (Araneae, Salticidae). » ZooKeys, vol. 1167, p. 159-197 (texte intégral).